# Killers (албум на Iron Maiden)
Killers излиза през март 1981 (от EMI във Великобритания) и е вторият студиен албум на Iron Maiden. Това е първият албум за китариста Ейдриън Смит и последният за певеца Пол Ди'Ано, който напуска заради проблеми с алкохола и наркотиците. Албумът е необичаен с това, че съдържа два инструментала и е написан почти изцяло от басиста Стив Харис, с минимално участие на останалата част от групата.